# Адриани, Джованни Баттиста
Джованни Баттиста Адриани (итал. Giovanni Battista Adriani; 1511 или 1513, Флоренция — 1579, там же) — итальянский историк Великого герцогства Тосканского, писатель
, педагог, профессор красноречия Флорентийского университета.

## Биография
Родился в семье политика и гуманиста Марчелло Адриани. После падения Флорентийской республики с 1530 г. жил в Падуе, где изучал философию в местном университете, и где встретил и познакомился, среди прочих, с Пьетро Бембо, Аннибалом Каро и Бенедетто Варки. С последним, в частности, провёл на спор обмен сонетами и стихами.
В 1540 году смог вернуться во Флоренцию. Был профессором красноречия, занимал кафедру Флорентийского университета в течение тридцати лет, с 1549 до своей смерти в 1579 году.
Был членом Флорентийской академии.
По просьбе великого герцога Тосканы Козимо I написал на итальянском языке историю своего времени с 1536 по 1574 год, которая, как правило, ошибочно считается продолжением сочинения Ф. Гвиччардини. Французский историк Жак Огюст де Ту признавал, что очень обязан истории Адриани, особенно хваля её за точность.
Адриани также автор панегириков на латыни в честь императора Священной Римской империи Карла V и других знатных персон. Ему принадлежит работа о нескольких древних художниках и скульпторах, вошедших в известное собрание «Жизнеописания наиболее знаменитых живописцев, ваятелей и зодчих» Д. Вазари.

## Избранные труды
- 1558 — Oratio in sacris funeribus Caroli V Caesaris Augusti (II изд. 1562)
- 1563 — Oratio fvnebris de lavdibvs Eleonorae Toletanae Cosmi Medicis Florent. & senen. ducis vxoris
- 564 — Oratio in funere Ferdinandi Imperatoris Augusti
- 1564 — Carmina in laudem Michaelis Angeli Bonarotae
- 1567 — Lettera…a M. Giorgio a Vasari
- 1568 — Laudatio in Funere Isabellae Hispaniarum Reginae
- 1574 — Orazione fatta in latino all’esequie del Sereniss. Cosimo de Medici
- 1578 — Oratio in funere Johannae Austriacae, uxoris Franc. sereniss. Mag. Duci Etruria
- 1580 — Oratio de morte contemnenda
- 1583 — Istoria de' suoi tempi (II изд. Venezia 1587)